# Chaetodon declivis
Chaetodon declivis е вид бодлоперка от семейство Chaetodontidae. Видът не е застрашен от изчезване.

## Разпространение и местообитание
Разпространен е в Кирибати, Малки далечни острови на САЩ (Лайн) и Френска Полинезия.
Обитава пясъчните дъна на океани, морета и рифове.

## Описание
На дължина достигат до 12 cm.
Популацията на вида е стабилна.